# Шварц, Тони
Тони Шварц (англ. Tony Schwartz, род. 1952) — американский журналист и писатель, автор нескольких бестселлеров, основатель и руководитель компании The Energy Project.

## Биография
Шварц начал карьеру журналиста в 1975 году и 25 лет проработал в американских СМИ. Он вел колонку в The New York Post, был помощником редактора в Newsweek, репортером в The New York Times и штатным автором в New York Magazine и Esquire. В 1988 году в соавторстве с Дональдом Трампом издал книгу «Искусство заключать сделки», ставшую мировым бестселлером.
В 1995 году вышла книга Тони Шварца What Really Matters: Searching for Wisdom in America. В 1998 году в соавторстве с будущим главой The Walt Disney Company Майклом Айснером — книгу Risking Failure, Surviving Success.
С 1993 по 2003 год Тони Шварц возглавлял в качестве генерального директора тренинговую компанию LGE Performance Systems. В 1999 году в соавторстве с Джимом Лоэром (англ. Jim Loehr), председателем совета директоров LGE, опубликовал книгу «На все сто! Как организовать рабочий день и преуспеть в бизнесе» (англ. The Power of Full Engagement: Managing Energy Not Time). Книга стала бестселлером № 1 по версии Wall Street Journal, восемь недель возглавляла список бестселлеров New York Times, была переведена на 28 языков, включая русский.
В 2003 году Шварц основал компанию The Energy Project, в 2005 году был открыт европейский филиал со штаб-квартирой недалеко от Лондона. Среди клиентов компании Ernst & Young, Google, Nokia, Sony, Toyota, Gap, PricewaterhouseCoopers, Barclays Capital, Procter & Gamble, Ford. Сам Шварц работает в качестве коуча с руководителями многих известных компаний.
Последняя книга Тони Шварца — «То, как мы работаем, — не работает. Проверенные способы управления жизненной энергией» — была опубликована в 2010 году.
С мая 2013 года Шварц ведет еженедельную колонку — DealBook — в разделе финансовых новостей The New York Times.

## Личная жизнь
Тони Шварц — сын Фелис Шварц (англ. Felice Schwartz) — основателя некоммерческой организации Catalyst, Inc., помогающей женщинам максимально использовать свои права и возможности в бизнес-среде.